# Tom et Jerry Golden Collection
Tom et Jerry Golden Collection (Tom and Jerry Golden Collection) est une série de 2 coffrets DVD et Blu-ray, actuellement en production par Warner Home Video, recensant des courts métrages de Tom et Jerry distribués par la Metro-Goldwyn-Mayer des années 1940 jusqu'aux années 1960. Les sorties devraient être en version intégrale et dans l'ordre chronologique. Le premier volume est sorti le 25 octobre 2011, et contient 37 courts métrages (environ un tiers des 114 courts métrages de Tom et Jerry réalisés par William Hanna et Joseph Barbera de 1940 à 1958).

## Liste des cartoons

### Volume 1
Légende :

 : Désigne un cartoon ressorti quelques années après sa sortie initiale

#### Disque 1

##### 1940
| # | Titre                      | Titre original     | Date  | Produit par  | Notes |
| - | -------------------------- | ------------------ | ----- | ------------ | --- |
| 1 | Faites chauffer la colle ! | Puss Gets the Boot | 10/02 | Rudolf Ising | Première apparition de Tom, Jerry et Mammy Two Shoes. Premier cartoon de la série à être nommée aux Oscars. |

##### 1941
| # | Titre                    | Titre original             | Date  | Produit par | Notes |
| - | ------------------------ | -------------------------- | ----- | ----------- | --- |
| 2 | Le Pique-nique de minuit | The Midnight Snack         | 19/07 | Fred Quimby | Premier cartoon où Tom et Jerry sont nommés ainsi et que Fred Quimby produit (jusqu'à Jerry et Tonton où les cartoons suivants seront produits par William Hanna et Joseph Barbera). |
| 3 | La Veillée de Noël       | The Night Before Christmas | 06/12 | Fred Quimby | Nommé aux Oscars. |

##### 1942
| # | Titre                            | Titre original        | Date  | Notes                                                                   |
| - | -------------------------------- | --------------------- | ----- | ----------------------------------------------------------------------- |
| 4 | Il y a un fantôme dans la farine | Fraidy Cat            | 17/01 |                                                                         |
| 5 | Une Vie de chien                 | Dog Trouble           | 18/04 | Première apparition de Spike. Première fois que Tom et Jerry s'allient. |
| 6 | Les Surprises de l'amour         | Puss n' Toots         | 30/05 |                                                                         |
| 7 | Le Champion du bowling           | The Bowling Alley-Cat | 18/07 |                                                                         |
| 8 | Jerry travesti                   | Fine Feathered Friend | 10/10 |                                                                         |

##### 1943
| #  | Titre                       | Titre original          | Date  | Notes                                                                                          |
| -- | --------------------------- | ----------------------- | ----- | ---------------------------------------------------------------------------------------------- |
| 9  | Jerry espiègle              | Sufferin' Cats          | 16/01 | Première apparition de Meathead.                                                               |
| 10 | Jerry et l'Ennemi bien-aimé | The Lonesome Mouse      | 22/05 | Première fois que Tom et Jerry parlent. Premier cartoon avec le thème musical de Tom et Jerry. |
| 11 | La souris part en guerre    | The Yankee Doodle Mouse | 26/06 | Premier cartoon à gagner un Oscar du meilleur court métrage d'animation.                       |
| 12 | Bébé Tom et les Copains     | Baby Puss               | 25/12 | Première apparition de Butch et Topsy.                                                         |

##### 1944
| #  | Titre                        | Titre original         | Date  | Notes                                                     |
| -- | ---------------------------- | ---------------------- | ----- | --------------------------------------------------------- |
| 13 | L'habit fait le moine        | The Zoot Cat           | 26/02 |                                                           |
| 14 | Tom millionnaire             | The Million Dollar Cat | 06/05 | Premier cartoon où Tom gagne à la fin.                    |
| 15 | Jerry garde du corps         | The Bodyguard          | 22/07 |                                                           |
| 16 | Jerry ne perd pas la tête    | Puttin' on the Dog     | 28/10 |                                                           |
| 17 | Jerry ne se laisse pas faire | Mouse Trouble          | 23/11 | Gagnant d'un Oscar du meilleur court-métrage d'animation. |

##### 1945
| #  | Titre                  | Titre original            | Date  | Notes |
| -- | ---------------------- | ------------------------- | ----- | ----- |
| 18 | La souris vient dîner  | The Mouse Comes to Dinner | 05/05 |       |
| 19 | Une souris à Manhattan | Mouse in Manhattan        | 07/07 |       |
| 20 | Tom et Jerry golfeurs  | Tee for Two               | 21/07 |       |

#### Disque 2

##### 1945
| #  | Titre                      | Titre original | Date  | Produit par                                               | Notes |
| -- | -------------------------- | -------------- | ----- | --------------------------------------------------------- | ----- |
| 21 | Tom et Jerry et le Corbeau | Flirty Birdy   | 22/09 |                                                           |       |
| 22 | Une tarte pour Tom         | Quiet Please!  | 22/12 | Gagnant d'un Oscar du meilleur court métrage d'animation. |       |

##### 1946
| #  | Titre | Titre original        | Date  | Notes                                 |
| -- | --- | --------------------- | ----- | ------------------------------------- |
| 23 | Tom et l'Appel du Printemps Une amitié à toute épreuve sur le DVD N° 2 de la collection 12 DVDs (Erreur du titre français sur le DVD ?) | Springtime for Thomas | 30/03 | Première apparition de Toodles Galore |
| 24 | La Bouteille de lait | The Milky Waif        | 18/05 | Première apparition de Tuffy.         |
| 25 | Jerry en danger | Trap Happy            | 29/06 |                                       |
| 26 | Amour, amour | Solid Serenade        | 31/08 |                                       |

##### 1947
| #  | Titre                    | Titre original          | Date  | Notes                                                     |
| -- | ------------------------ | ----------------------- | ----- | --------------------------------------------------------- |
| 27 | Tom et Jerry à la pêche  | Cat Fishin'             | 22/02 |                                                           |
| 28 | L'Ivresse de l'Amitié    | Part Time Pal           | 15/03 |                                                           |
| 29 | Tom et Jerry au piano    | The Cat Concerto        | 26/04 | Gagnant d'un Oscar du meilleur court métrage d'animation. |
| 30 | Dr Jekyll et Mr Souris   | Dr Jekyll and Mr. Mouse | 14/06 | Nommé aux Oscars.                                         |
| 31 | Tom et Jerry et le Crabe | Salt Water Tabby        | 12/07 |                                                           |
| 32 | Le Triomphe de Jerry     | A Mouse in the House    | 30/08 |                                                           |
| 33 | Jerry s'escamote         | The Invisible Mouse     | 27/09 |                                                           |

##### 1948
| #  | Titre                          | Titre original        | Date  | Notes                            |
| -- | ------------------------------ | --------------------- | ----- | -------------------------------- |
| 34 | Jerry trouve un allié          | Kitty Foiled          | 01/06 |                                  |
| 35 | Un armistice plutôt mouvementé | The Truce Hurts       | 17/07 |                                  |
| 36 | Tom et Dynamite                | Old Rockin' Chair Tom | 18/09 | Première apparition de Lighning. |
| 37 | Tom fait la classe             | Professor Tom         | 30/10 |                                  |

### Volume 2
Légende :

 : Désigne un cartoon ressorti quelques années après sa sortie initiale

#### Disque 1

##### 1948
| #  | Titre                       | Titre original | Date  | Notes                                                                     |
| -- | --------------------------- | -------------- | ----- | ------------------------------------------------------------------------- |
| 38 | Tom et Jerry font le ménage | Mouse Cleaning | 11/12 | Rarement vu à cause du contenu politiquement incorrect avec Tom Casanova. |

##### 1949
| #  | Titre                            | Titre original           | Date  | Notes                                                     |
| -- | -------------------------------- | ------------------------ | ----- | --------------------------------------------------------- |
| 39 | Tom a la rougeole                | Polka-Dot Puss           | 26/02 |                                                           |
| 40 | Le Petit Orphelin                | The Little Orphan        | 30/04 | Gagnant d'un Oscar du meilleur court métrage d'animation. |
| 41 | Partie de déjeuner               | Hatch Up Your Troubles   | 14/05 | Nommé aux Oscars.                                         |
| 42 | Tom au paradis                   | Heavenly Puss            | 09/06 |                                                           |
| 43 | Tom et Jerry et la Souris de mer | The Cat and the Mermouse | 03/09 |                                                           |
| 44 | Le Bon Babysitter                | Love That Pup            | 01/10 | Première apparition de Tyke.                              |
| 45 | Le Journal de Jerry              | Jerry's Diary            | 22/10 |                                                           |
| 46 | Tom et Jerry champions de tennis | Tennis Chumps            | 10/12 |                                                           |

##### 1950
| #  | Titre                             | Titre original                      | Date  | Notes                                              |
| -- | --------------------------------- | ----------------------------------- | ----- | -------------------------------------------------- |
| 47 | Le Caneton kidnappé               | Little Quacker                      | 07/01 | Première apparition de Petit Couin-Couin.          |
| 48 | Surprise partie chez Tom et Jerry | Saturday Evening Puss               | 14/01 | Seule fois que la tête de Mammy Two Shoes est vue. |
| 49 | Tom et Jerry au Texas             | Texas Tom                           | 11/03 |                                                    |
| 50 | Jerry et le Lion                  | Jerry and the Lion                  | 08/04 |                                                    |
| 51 | Tom et Jerry au feu d'artifice    | Safety Second                       | 01/06 |                                                    |
| 52 | Tom et Jerry à l'Hollywood Bowl   | Tom and Jerry in the Hollywood Bowl | 16/09 |                                                    |
| 53 | Tom, recéleur malgré lui          | The Framed Cat                      | 21/10 |                                                    |
| 54 | Tom et Jerry au billard           | Cue Ball Cat                        | 25/11 |                                                    |

##### 1951
| #  | Titre                     | Titre original         | Date  | Notes                                                                                    |
| -- | ------------------------- | ---------------------- | ----- | ---------------------------------------------------------------------------------------- |
| 55 | Tom Casanova              | Casanova Cat           | 06/01 | Rarement vu à cause du contenu politiquement incorrect avec Tom et Jerry font le ménage. |
| 56 | Jerry et le poisson rouge | Jerry and the Goldfish | 03/03 | Première apparition du poisson rouge.                                                    |
| 57 | Le Cousin de Jerry        | Jerry's Cousin         | 07/04 | Nommé aux Oscars. Première apparition de Muscles.                                        |
| 58 | Tom fait la noce          | Sleepy-Time Tom        | 26/05 |                                                                                          |

#### Disque 2

##### 1951
| #  | Titre                       | Titre original   | Date  | Notes                                                              |
| -- | --------------------------- | ---------------- | ----- | ------------------------------------------------------------------ |
| 59 | Tom Robinson                | His Mouse Friday | 07/06 | Rarement diffusé à la télévision en raison de stéréotypes raciaux. |
| 60 | Tom et Jerry et le loupiot  | Slicked-up Pup   | 08/09 |                                                                    |
| 61 | Tom perd la tête            | Nit-Witty Kitty  | 06/10 |                                                                    |
| 62 | Tom et Jerry font la sieste | Cat Napping      | 08/12 | Première apparition des fourmis.                                   |

##### 1952
| #  | Titre                           | Titre original       | Date  | Notes                                                     |
| -- | ------------------------------- | -------------------- | ----- | --------------------------------------------------------- |
| 63 | Tom aviateur                    | The Flying Cat       | 12/01 |                                                           |
| 64 | Le Caneton obstiné              | The Duck Doctor      | 16/02 |                                                           |
| 65 | Les Deux Mousquetaires          | The Two Mouseketeers | 15/03 | Gagnant d'un Oscar du meilleur court métrage d'animation. |
| 66 | Tom est amoureux                | Smitten Kitten       | 12/04 |                                                           |
| 67 | Trois petites pestes            | Triplet Trouble      | 19/04 |                                                           |
| 68 | Tom et Jerry et le petit phoque | Little Runaway       | 14/06 |                                                           |
| 69 | Jerry et le Petit Samaritain    | Fit to be Tied       | 26/07 |                                                           |
| 70 | Tom et le robot                 | Push-Button Kitty    | 06/09 |                                                           |
| 71 | Tom et Jerry en croisière       | Cruise Cat           | 18/10 |                                                           |
| 72 | Maison de chien                 | The Dog House        | 29/11 |                                                           |

##### 1953
| #  | Titre                          | Titre original     | Date  | Notes                                                                                 |
| -- | ------------------------------ | ------------------ | ----- | ------------------------------------------------------------------------------------- |
| 73 | La Souris blanche              | The Missing Mouse  | 10/01 |                                                                                       |
| 74 | Jerry et Jumbo                 | Jerry and Jumbo    | 21/02 |                                                                                       |
| 75 | Jerry danse la valse de Vienne | Johann Mouse       | 21/03 | Dernier cartoon Tom et Jerry à gagner un Oscar du meilleur court métrage d'animation. |
| 76 | Bravo, loupiot !               | That's my Pup!     | 25/04 |                                                                                       |
| 77 | Le Caneton à la nage           | Just Ducky         | 05/09 |                                                                                       |
| 78 | Les Deux Petits Indiens        | Two Little Indians | 17/10 |                                                                                       |
| 79 | Mon ami Tom                    | Life with Tom      | 21/11 |                                                                                       |